# 胖东来

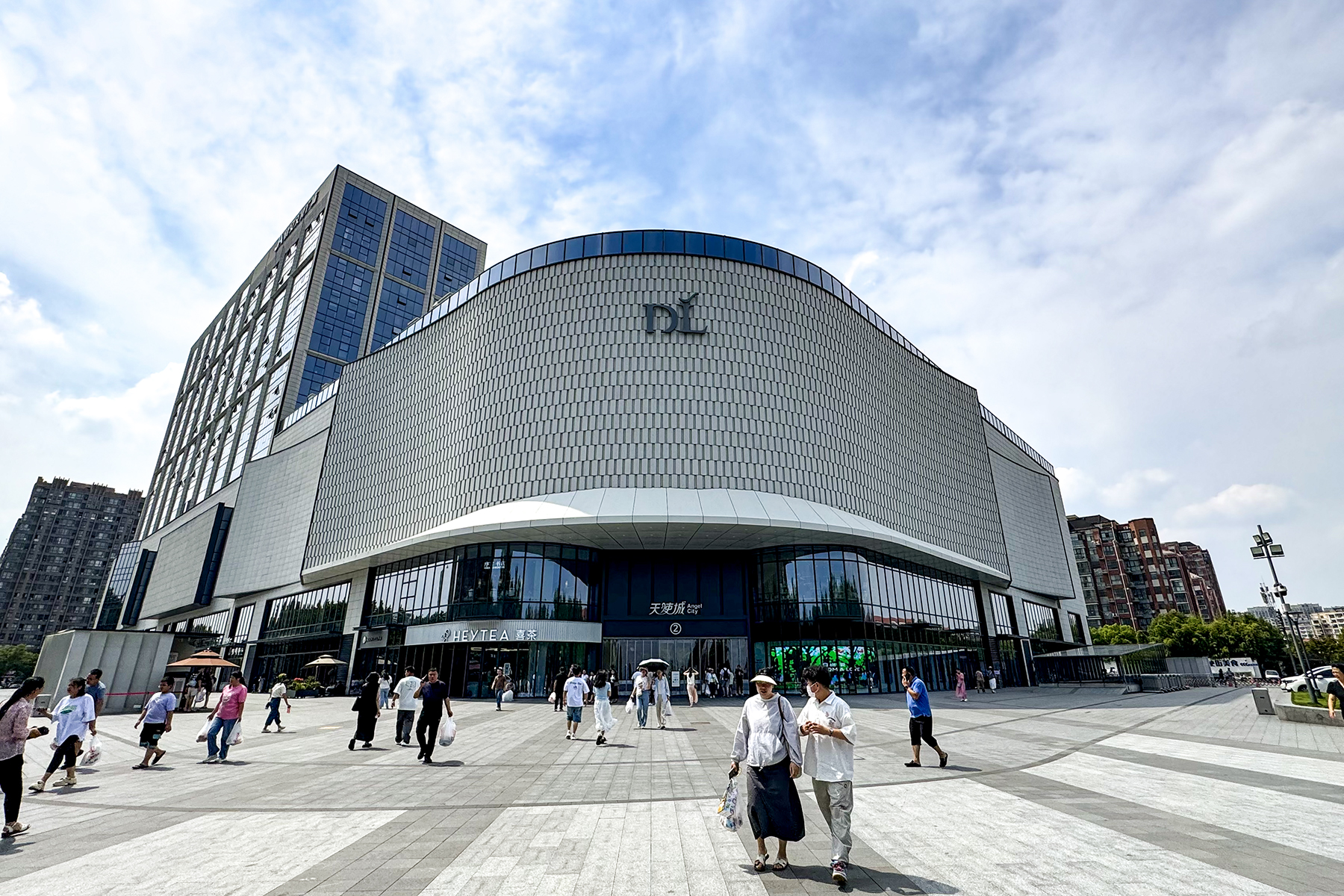
位于河南省许昌市的胖东来天使城

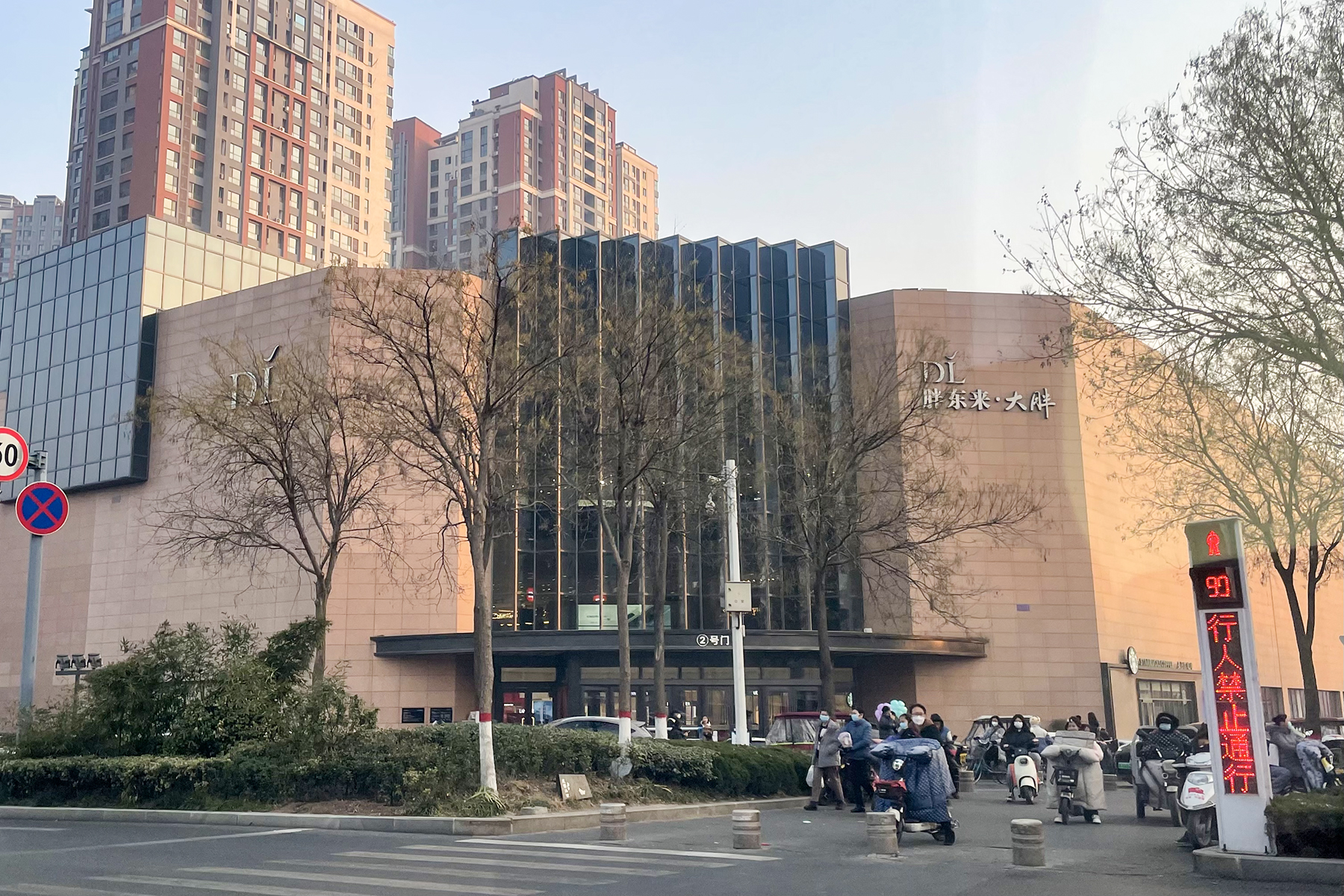
位于河南省新乡市的胖东来大胖商场

胖东来商贸集团有限公司（简称胖东来）是一家总部位于中华人民共和国河南省许昌市的百货公司，是河南第二大零售集团。

## 历史
胖东来由东来创建于1995年3月，其旗下涵盖专业百货、电器、超市等。
胖东来以服务好、善待员工、有爆款商品等特点著称，被称为中国零售业的“异数”。胖东来还帮助调改了步步高超市长沙梅溪湖店，永辉超市郑州信万广场店，大规模引入胖东来自有品牌的产品、大幅度提升员工薪酬、缩短工作时间以及增加休息日。胖东来成为其他大型超市如中百集团、永辉超市等学习对象。
2025年2月23日，胖东来创始人于东来宣布胖东来将进驻河南省省会郑州。

## 门店
门店高峰时有30多家百货、超市连锁店，2012年胖东来关闭了许昌五一店、六一店、新许店等13家分店。2014年也关店多家。
截止2024年2月底，胖东来的实体店共计13家，其中许昌市区10家，禹州1家；新乡2家。这13家门店中属于综合型商场8家（天使城、时代广场、生活广场、新乡大胖、新乡生活广场、北海店、金三角店、禹州店）、大型服饰卖场1家、中型社区超市4家（云鼎店、人民店、劳动店、金汇店）。

### 许昌
- 胖东来超市（劳动店），2001年8月开业，位于魏都区劳动路。
- 胖东来生活广场，2002年1月开业，位于魏都区南关大街。
- 胖东来大众服饰店，2002年9月开业，位于颖昌路986号。
- 胖东来电器城，2006年5月开业，原址位于七一路与南大街口，后来整体搬迁至天使城4楼。
- 胖东来时代广场，2009年4月开业，位于魏都区七一路33号。
- 胖东来超市（人民店），2018年11月开业，位于魏源广场。
- 胖东来超市（云鼎店），2019年4月开业，位于云鼎广场。
- 胖东来超市（金三角店），2019年8月开业，位于新合作广场。
- 胖东来超市（北海龙城店），2019年12月开业，位于建安区镜水路36号。
- 胖东来禹州店，2020年8月开业，位于颖河大街568号。[7]
- 胖东来超市（金汇店），2022年4月开业，位于恒达金汇广场。[8]
- 胖东来天使城，2023年1月开业[6]，位于东城区建安文化广场。

### 新乡
新乡有两家胖东来商场，原分别名为“胖东来百货”和“胖东来生活广场”，当地人昵称之为“大胖”、“二胖”（“二胖”又称“小胖”），都属于综合性商场，主营超市、眼镜、百货、餐饮、医药。2015年胖东来百货闭店，次年又换新址重新开业，开业后正式命名为“胖东来·大胖”，并命名生活广场店为“胖东来生活广场（二胖）”。另有第三家（当地人称“三胖”）正在建设中。
- 胖东来生活广场（二胖），2007年3月开业，位于健康路31号。
- 胖东来·大胖，2016年9月开业，位于人民中路199号。[7]

### 郑州
胖东来郑州分店将在2026年元旦前打造完成，预计布局于郑州东站经纬华悦广场。